# Vauville (Calvados)
 Vauville  es una población y comuna francesa, situada en la región de Baja Normandía, departamento de Calvados, en el distrito de Lisieux y cantón de Pont-l'Évêque.

## Demografía
| 212 | 211 | 164 | 184 | 259 | 253 |
| Para los censos de 1962 a 1999 la población legal corresponde a la población sin duplicidades (Fuente: INSEE [Consultar]) |     |     |     |     |     |